# Madarassy János (csillagász)
Madarassy János (Apátfalva, 1741. augusztus 28. – Eger, 1814. április 18.) csillagász, matematikus, római katolikus pap.

## Életrajz
Egerben tanulta a humaniorákat, filológiát pedig a Nagyszombati Egyetemen. 1764-ben szentelték pappá Egerben. 1766-tól tanított az egri felsőbb szemináriumban, később pedig a líceumban, elsősorban elméleti és gyakorlati csillagászatot oktatott. 1774-ben Eszterházy Károly egri püspök Bécsbe küldte ki két esztendőre, hogy fejlessze eddigi ismereteit Hell Miksánál, aki az ottani egyetemi csillagvizsgáló igazgatója volt. Madarassy egyúttal ellenőrizte az ekkortájt Egerben felépülő csillagvizsgáló berendezését és könyvtárának beszerzését is. 1776-tól 1784-ig volt igazgatója az egri csillagdának. Munkája folyamán meghatározta Eger földrajzi helyzetét, valamint megfigyelte a Jupiter bolygó holdjait és hogy a Hold hogyan fedi a csillagokat. Észlelései megjelentek a Hell Miksa által szerkesztett bécsi csillagászati évkönyv 1778-as, illetve 1779-es köteteiben. 1783-ban otthagyta az intézetet, utána már csak egyházi tisztségeket vállalt el. 1804-ben tiszteletbeli kanonok, később pedig olvasókanonok lett. 1813-ban megválasztották az egri vár prépostjának.